# Army Comrades Association
L’Army Comrades Association, appelée par la suite la National Guard, puis Young Ireland puis finalement League of Youth, mieux connu sous le nom de Chemises bleues (irlandais : Na Léinte Gorma), était une organisation d'extrême-droite de l'État libre d'Irlande au début des années 1930.
L'organisation fournissait à certains groupes politiques tels que Cumann na nGaedhael une protection physique contre des opérations d'intimidation et d'attaques de l'IRA.
Sous la direction d'Eoin O'Duffy, évolue rapidement vers un mouvement ouvertement fasciste, adoptant l'uniforme bleu et le salut fasciste (« Hoch O'Duffy »). Elle fusionne avec les partis Cumann na nGaedheal et National Centre Party pour former le Fine Gael.
Certains de ses membres sont partis combattre pour les nationalistes durant la guerre d'Espagne.

## Sources
- (en) Cet article est partiellement ou en totalité issu de l’article de Wikipédia en anglais intitulé « Blueshirts » (voir la liste des auteurs).